# Lotte Mühe

Lotte Mühe, 1928

Charlotte „Lotte“ Mühe, später Lotte Eschrich, (* 24. Januar 1910 in Uelzen; † 10. Januar 1981 in Magdeburg) war eine deutsche Schwimmerin.

## Leben
Lotte Mühe startete für den Hildesheimer Schwimmverein von 1899. Bei den Europameisterschaften 1927 in Bologna (Italien) belegte sie auf der 200-Meter-Bruststrecke den zweiten Platz hinter Hilde Schrader.
1928 verbesserte Lotte Mühe in Magdeburg den Weltrekord über 100 Meter Brust um zweieinhalb Sekunden auf 1:26,3 Minuten. Über die olympische Strecke von 200 Meter Brust gelangen ihr 1928 zwei Weltrekorde. Im April schwamm sie in Magdeburg 3:15,8 Minuten. Nachdem die Niederländerin Marie Baron ihren Rekord eine Woche später um drei Sekunden unterboten hatte, holte sich Lotte Mühe im Juli bei den Deutschen Meisterschaften in Berlin in 3:11,2 Minuten den Rekord zurück. Bei den im August des gleichen Jahres stattfindenden Olympischen Spielen in Amsterdam (Niederlande) hatte sie nicht mehr die Form von Berlin. Es siegte Hilde Schrader vor Marie Baron, Lotte Mühe holte in 3:17,6 Minuten die Bronzemedaille, nachdem sie noch im Vorlauf in 3:14,2 Minuten gegen Baron gewonnen hatte. Lotte Mühe gewann 1929 noch einmal die deutsche Meisterschaft in 3:18,4 Minuten.
Für ihre Verdienste um den Sport in Niedersachsen wurde sie in die Ehrengalerie des niedersächsischen Sports des Niedersächsischen Instituts für Sportgeschichte aufgenommen.